# Registerzuteilung
Registerzuteilung bezeichnet in der Programmoptimierung die Zuweisung von Programmvariablen zu Prozessorregistern. Ein Compiler hat typischerweise die Aufgabe, eine große Anzahl von Variablen auf eine kleine Anzahl von Registern zuzuweisen.
Das NP-vollständige Problem der Registerzuteilung und Auslagerung kann auf das Problem des Graphfärbens reduziert werden, was 1982 von Gregory Chaitin gezeigt wurde.